# Classification des hôtels de tourisme en France

Les 5 différents cadres des étoiles d'hôtel allant de 1 étoile à 5 étoiles.

Une nouvelle réglementation pour la classification des hôtels de tourisme en France, élaborée en 2008 par les cinq principaux syndicats hôteliers sous la directive du groupe Accor, a été mise en place depuis le mois de juillet 2012, remplaçant les trente critères réglementaires de la classification officielle précédente par 246 critères censés être plus proches des standards commerciaux des chaînes internationales.

## Historique
Le classement des hôtels de tourisme par le biais d’attribution d'étoiles est une invention française datant de la loi du 7 juin 1937 et son décret d'application du 20 juin 1937. Ces textes législatifs ont été abrogés par la loi du 4 avril 1942 et son arrêté du juin 1950 qui fixe les normes et la procédure de classement des hôtels (répartis en quatre catégories de une étoile à quatre étoiles) et des restaurants. Entre 1986 et 2009, les hôtels étaient classés de 0 à 4 étoiles ; depuis 2009, ils peuvent être classés de 1 à 5 étoiles.

## Texte de loi

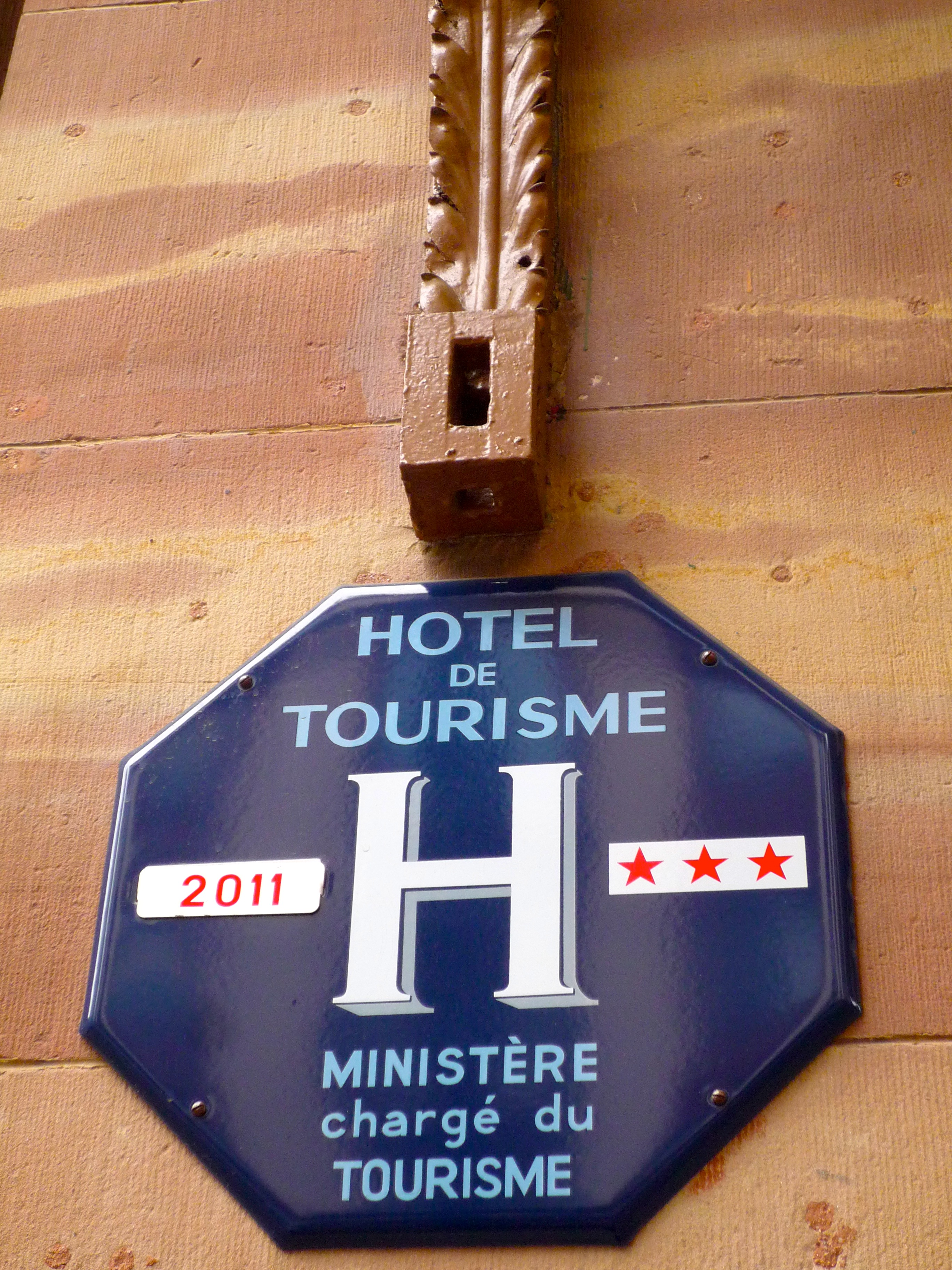
Ancienne signalétique des panneaux étoilés.

Son texte principal de référence est la loi Novelli no 2009-888 du 22 juillet 2009 de développement et de modernisation des services touristiques, d'inspiration très libérale, puisqu'elle confie à un syndicat privé les fonctions de régulation de la concurrence dans le secteur de l'hôtellerie qui étaient exercées par l'État. Ce nouveau classement est géré par Atout France, groupement d'intérêt économique représentant les principales chaînes hôtelières et parcs d'attraction, qui se substitue à l’État.

## Classement de une à cinq étoiles
Depuis janvier 2016 un nouveau tableau de classement de une à cinq étoiles en catégorie "hôtels de tourisme" a été établi.
Les hôtels de catégorie cinq étoiles peuvent obtenir la distinction palace s'ils possèdent des caractéristiques exceptionnelles tenant compte de leur situation géographique, de leur intérêt historique, esthétique ou patrimonial particulier ainsi qu'aux services offerts,.
Depuis octobre 2013, il n'est plus obligatoire de proposer au minimum six chambres à la clientèle pour solliciter un classement. L'entretien quotidien de la chambre ainsi que la fourniture du linge de toilette sont obligatoirement inclus dans le prix.

## La mise aux normes des établissements de tourisme

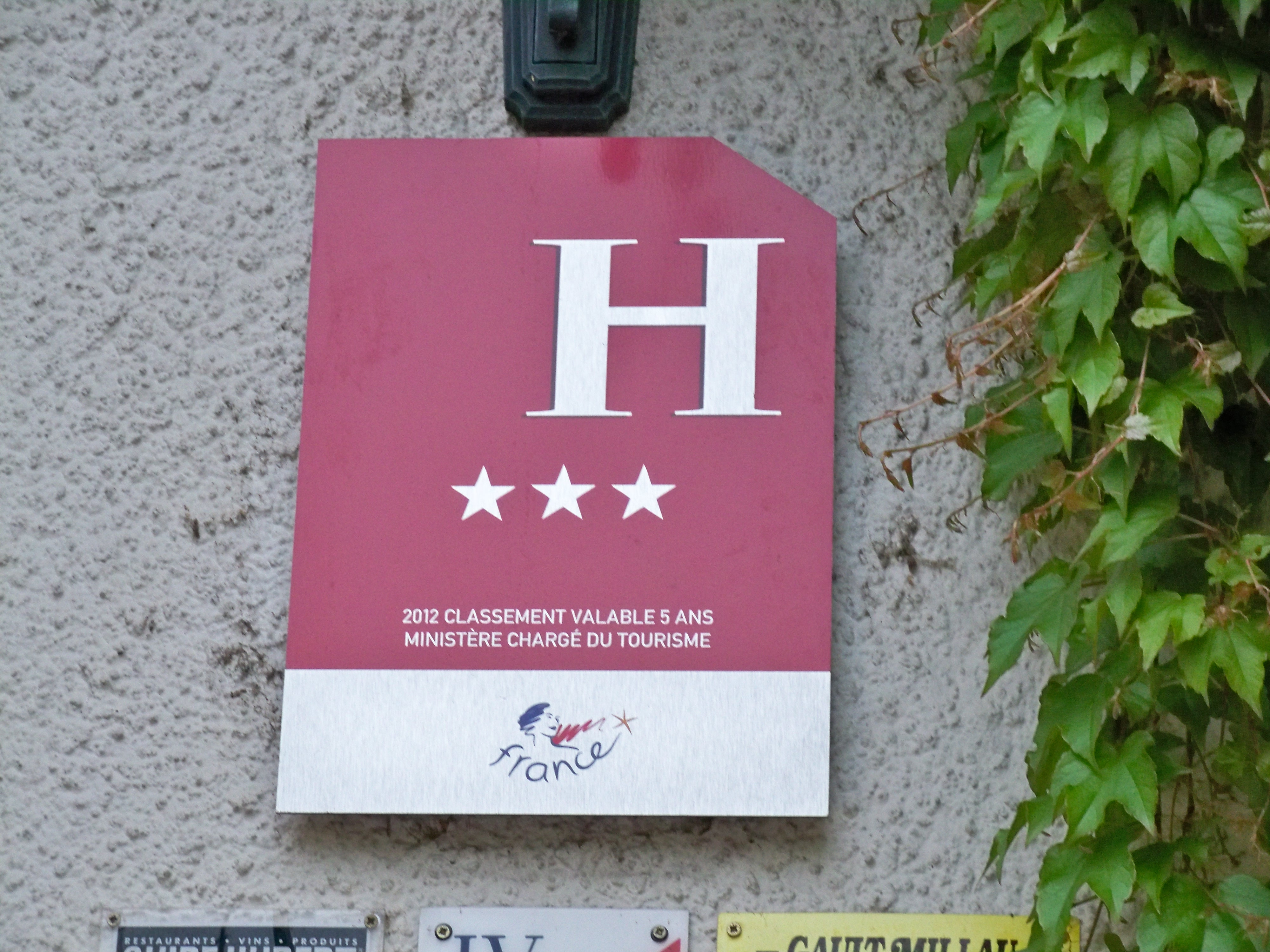
Cadre d'un hôtel trois étoiles remis en 2012 et valable pour 5 ans.

Ce nouveau classement, valable pour cinq ans (auparavant le classement attribué par les préfets après un contrôle de la DGCCRF était définitif, désormais les hôtels classés sont contrôlés par des cabinets de vérification privés), compte 246 critères censés être plus proches des standards internationaux (critères selon un référentiel réparti en trois chapitres : équipements, services au client, accessibilité et développement durable), contre trente auparavant datant d'une classification remontant à 1986. Au 2 juillet 2012, 7 894 établissements ont obtenu des étoiles, la plupart appartenant aux grands groupes internationaux hôteliers qui contrôlent le GIE, sur les 17 500 établissements auparavant classés selon les normes officielles abrogées.
Outre le fait que la mise aux normes nécessite des investissements pénalisant les petits hôtels indépendants (4 000 hôtels risquent de fermer au cours de 2012 à 2015 alors que  l'hôtellerie française a perdu 3 400 établissements en quinze ans), une étude réalisée en avril 2012 par le cabinet Coach Omnium pour le Comité pour la modernisation de l'hôtellerie française révèle que 18 % des clients d’hôtels français et étrangers déclarent regarder les étoiles lorsqu’ils choisissent un hôtel contre 64 % en 2009 et que, par conséquent, les clients vont se détourner de la masse des hôtels qui ont perdu leur classement pour se reporter vers ceux des grands groupes hôteliers.

### La nouvelle signalétique
La classification est signalisée sur les hôtels classés de une à quatre étoiles par des panonceaux rectangles bordeaux et argent mat se substituant aux panneaux octogonaux bleu marine et leurs étoiles rouges sur fond blanc, la catégorie des cinq étoiles étant distinguée par des panonceaux or.